# نظام إحداثيات ديكارتية

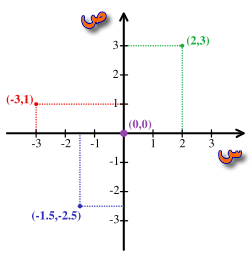
صورة. 1 - نظام الإحداثيات الديكارتية. 4 نقاط: (2,3) بالأخضر، (-3,1) بالأحمر، (-1.5,-2.5)
الاحداثيات الكارتيزية وهي الاحداثيات التي يتكون من محورين متعامدين س و ص ومتقاطعين في نقطة الاصل
بالأزرق، (0,0)، الأصل، بالبنفسجي.

في الرياضيات، يستعمل نظام الإحداثيات الديكاَرتية لتحديد نقطة في مستوي عبر عددين، يطلق عليهما عادة الإحداثي س والإحداثي ص (أو الإحداثي ع في سوريا). وفي نظام المصطلحات المغاربي، يسمى المحور «مستقيم مدرج» والإحداثيات «الأفاصيل والأراتيب» (أو الفواصل والتراتيب). لتعريف الإحداثيات، نقوم بإسقاط خطين عموديين (محور السينات أو س أو الأفاصيل ومحور الصادات أو ص أو الأراتيب)، كما يجب كذلك تعريف وحدة الطول أو التدرج، والتي نبيّنها على المحورين (انظر الصورة 1).
تستعمل أنظمة الإحداثيات الديكارتية في الفضاء أيضا (باستعمال ثلاث إحداثيات)، أو حتى في أبعاد أكثر.
باستعمال نظام الإحداثيات الديكارتية، يمكن التعبير عن الأشكال الهندسية باستعمال معادلات جبرية، وهي معادلات توافق إحداثيات النقاط الممثّلة للشكل الهندسي. فعلى سبيل المثال، يعبّر عن دائرة ذات شعاع مساو لـ2، بالمعادلة التالية س² + ص² = 4. (انظر الصورة 2).
سمي النظام بالديكارتي هكذا نسبة إلى الرياضي والفيلسوف الفرنسي ريني ديكارت (كارتيسيوس باللاتينية)، والذي عمل على ادماج الجبر والهندسة الإقليدية. كان هذا العمل حاسما في مجال الهندسة التحليلية ودراسة الدوال والخرائط.
تم تطوير فكرة النظام هذا سنة 1637، في كتابتين مختلفتين لديكارت. في الجزء الثاني من حديث الطريقة، يقدّم ديكارت فكرته الجديدة لتحديد موقع نقطة أو شكل على المستوي، باستعمال محورين متقاطعين كأداة للقياس. وفي الهندسة، يكشف ديكارت أكثر عن المفاهيم التي سبق ذكرها.

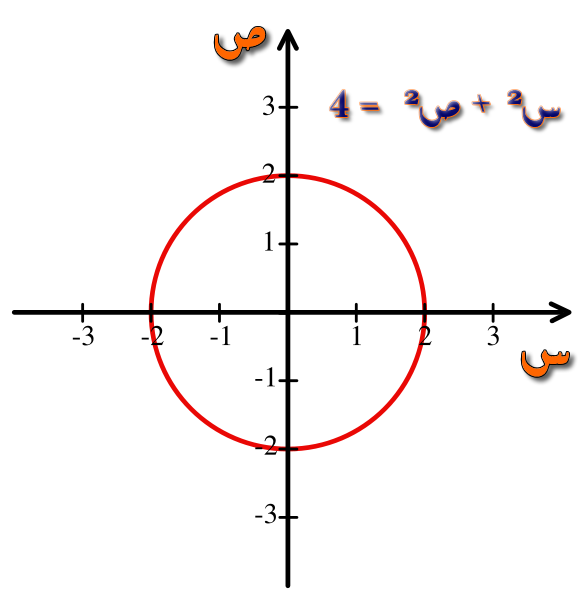
صورة. 2 - نظام الإحداثيات الديكارتي والدائرة ذات الشعاع 2، ومركزها نقطة الأصل. معادلة الدائرة هي س² + ص² = 4

## التاريخ
تعود كلمة ديكارتي إلى عالم الرياضيات والفيلسوف الفرنسي رينيه ديكارت، الذي نشر الفكرة في عام 1637. ولكن هذه الفكرة كانت قد اكتُشفت أيضا من طرف عالم الرياضيات الهاوي بيير دي فيرما ولكن هذا الأخير لم ينشر عمله هذا.
استعمل عالم اللاهوت الفرنسي نيكول أورسمه إنشاءات شبيهة لإحداثيات ديكارت قبل ديكارت وقبل فيرما.
منذ ديكارت، طُورت أنظمة إحداثيات أخرى، الإحداثيات القطبية في المستوى مثالا، والإحداثيات الكروية والإحداثيات الأسطوانية مثالين في الفضاء ثلاثي الأبعاد.

## نظام الإحداثيات ثنائي الأبعاد

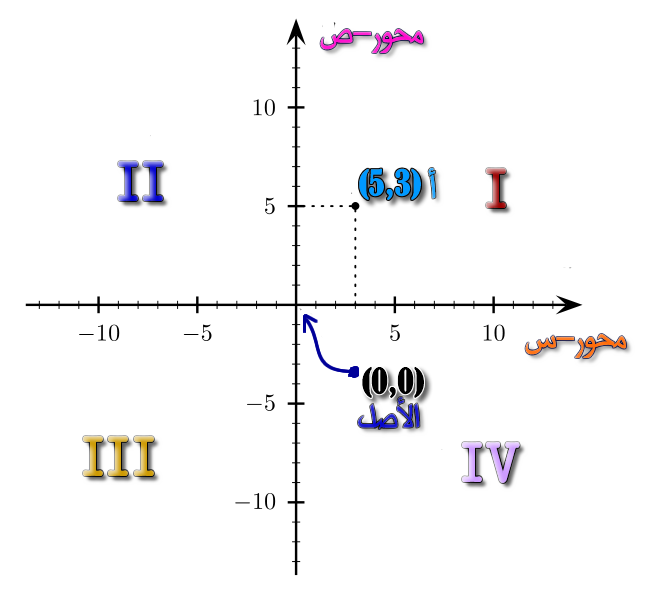
صورة. 3 - الجهات الأربع للنظام الديكارتي للإحداثيات. تشير الأسهم على المحاور إلى أنها تتجه إلى وجهتها (هنا اللانهاية).

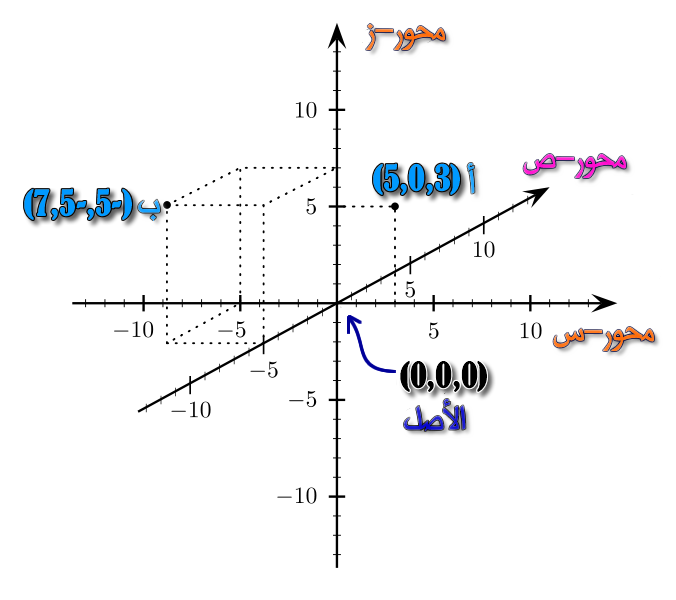
صورة. 4 - نظام إحداثيات ديكارتي ذو ثلاث أبعاد، حيث المحور-ز يشير بعيدا عن المراقب.

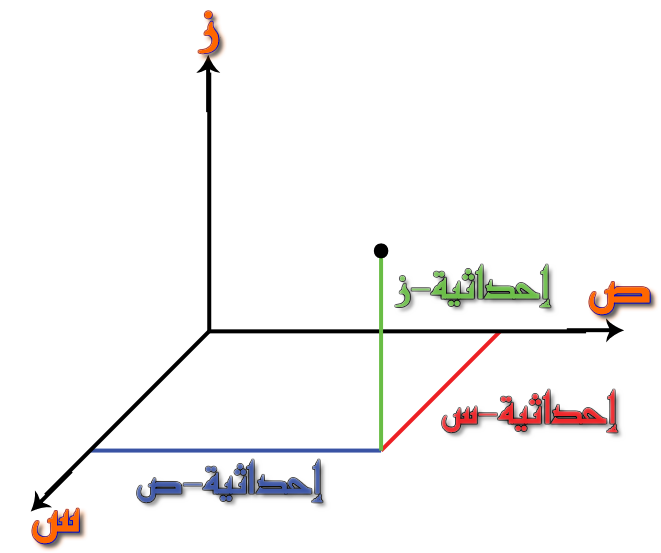
صورة. 5 - نظام إحداثيات ديكارتي ثلاثي الأبعاد يشير فيه محور السينات إلى المراقب.

يعرّف نظام الإحداثيات الديكارتي الحديث ذو البعدين عادة بمحورين، يشكلان مستو (مستوي-س، ص). يعنون المحور الأفقي عادة بـ س، والعمودي بـ ص. أما في النظام ذي الأبعاد الثلاث، يتم إضافة محور ثالث، يسمى عادة ز، مما يضيف بعدا ثالثا للقياس. تختار المحاور عادة متعامدة بعضها مع بعض.
تسمى المعادلات التي تستخدم الإحداثيات الديكارتية، معادلات ديكارتية.
يسمى تقاطع المحاور، بالنقطة الأصل وتسمى عادة م.
يحدد محوري السينات والصادات مستو يعرف بمستوى السينات-الصادات.
كما يجب اختيار وحدة طول، والإشارة إليها على المحورين، لتشكيل شبكة.
لتحديد نقطة ما في نظام ديكارتي ثنائي الأبعاد، حدد إحداثية السين أولا (س) ثم إحداثية الصاد (ص) في شكل زوج مرتّب (س،ص).
على سبيل المثال النقطة أ في الصورة 3، باستعمال الإحداثيات (5,3).
يحدد تقاطع المحورين أربع مناطق، يشار إليها بالأرقام الرومانية I (+,+) وII (−,+) وIII (−,−) وIV (+,−).
اتفاقا، ترقم هذه المناطق عكس عقارب الساعة ابتداء من المنطقة اليمنى العليا. في المنطقة الأولى، تكون كلا الإحداثيتين موجبتين، أما في الثانية، فتكون إحداثية السين سالبة وإحداثية الصاد موجبة، أما في المنطقة الثالثة تكون كلاهما سالبتين، وأخيرا في المنطقة الرابعة تكون إحداثية السين موجبة وإحداثية الصاد سالبة.(انظر الصورة 3).

## صيغ رياضية شهيرة
| نقطة المنتصف | على خط الإعداد {\displaystyle M={\frac {a+b}{2}}}                                                                      | المسافة بين نقطتين | على خط الأعداد {\displaystyle d=\|a-b\|}                                                    |
| نقطة المنتصف | في المستوى الإحداثي {\displaystyle M={\Big (}{\frac {x_{1}+x_{2}}{2}},{\frac {y_{1}+y_{2}}{2}}{\Big )}}                | المسافة بين نقطتين | في المستوى الإحداثي {\displaystyle d={\sqrt {(x_{2}-x_{1})^{2}+(y_{2}-y_{1})^{2}}}}         |
| نقطة المنتصف | في الفراغ {\displaystyle M={\Big (}{\frac {x_{1}+x_{2}}{2}},{\frac {y_{1}+y_{2}}{2}},{\frac {z_{1}+z_{2}}{2}}{\Big )}} | المسافة بين نقطتين | في الفراغ {\displaystyle d={\sqrt {(x_{2}-x_{1})^{2}+(y_{2}-y_{1})^{2}+(z_{2}-z_{1})^{2}}}} |
| نقطة المنتصف | في الفراغ {\displaystyle M={\Big (}{\frac {x_{1}+x_{2}}{2}},{\frac {y_{1}+y_{2}}{2}},{\frac {z_{1}+z_{2}}{2}}{\Big )}} | الميل              | {\displaystyle m={\frac {y_{2}-y_{1}}{x_{2}-x_{1}}},x_{2}\neq x_{1}}                        |

## نظام الإحداثيات ثلاثي الأبعاد
يوفّر نظام الإحداثيات ثلاثي الأبعاد، الأبعاد الفيزيائية الثلاث : الطول، العرض، الارتفاع. تبيّن الصورتان 4 و5، طريقتين معتمدتين لعرض نظام إحداثيات ثلاثي الأبعاد.
تكون الإحداثيات في النظام الثلاثي الأبعاد على شاكلة (س،ص، ع). وعلى سبيل المثال، تم تصوير نقطتين في نظام الصورة 4، النقطة أ(3,0,5) والنقطة ب(-5،-5,7).
يمكن كذلك استنتاج إحداثيات الس، والص، والع من الأبعاد عن المستوي ص، ع والمستوي س، ع والمستوي س، ص. تبيّن الصورة 5 أبعاد النقطة أ عن المستويات.
تقسّم محاور النظام الثلاثي الأبعاد الفضاء إلى ثمان مناطق شبيهة بمناطق النظام ثنائي الأبعاد.

## في الفيزياء
ينطبق ما سبق على نظام الإحداثيات الديكارتية في الرياضيات، حيث من العادي أن لا تستعمل أي وحدة للقياس. ولكن، من الضروري أن نؤكد أن الأبعاد في الفيزياء هي ببساطة قياس لشيء ما، وأنه قد يكون من الضروري أيضا إضافة بعد آخر. إن الأشياء متعددة-الأبعاد يمكن أن نحسبها ونتحكم بها جبريا.

## تمثيل متّجه بكتابات ديكارتية
يمكن كذلك التعبير عن نقطة في نظام إحداثيات ديكارتي بمتجه، الذي يمكن تصويره على أنه سهم منطلق من النقطة الأصل ومشير إلى تلك النقطة. إذا كانت الإحداثيات تعبّر عن مواقع فضائية، من المتعارف عليه تصوير المتجه من الأصل إلى النقطة بـ {\displaystyle {\vec {r}}}. وباستعمال الإحداثيات الديكارتية يكتب المتجه من الأصل إلى النقطة {\displaystyle (x,y,z)} :
{\displaystyle {\vec {r}}=x{\hat {\imath }}+y{\hat {\jmath }}+z{\hat {k}}}
حيث {\displaystyle {\hat {\imath }}} و{\displaystyle {\hat {\jmath }}} و{\displaystyle {\hat {k}}} هي متجهات وحدة تشير إلى نفس اتجاهات محاور الـ {\displaystyle x} و{\displaystyle y} و{\displaystyle z}، على الترتيب.